# عمر باشا السلحدار
عمر باشا السلحدار سياسي عثماني شغل منصب والي مصر منذ 1664 حتى 1667.